# Dolice (gemeente)
De gemeente Dolice is een gemeente in powiat Stargardzki (West-Pommeren). Aangrenzende gemeenten:
- Stargard Szczeciński en Suchań (powiat Stargardzki)
- Choszczno en Pełczyce (powiat Choszczeński)
- Barlinek (powiat Myśliborski)
- Przelewice en Warnice (powiat Pyrzycki)

De zetel van de gemeente is in het dorp Dolice (Duits: Dölitz).

De gemeente beslaat 15,6% van de totale oppervlakte van de powiat.

## Demografie
Stand op 30 juni 2004:
| Omschrijving                   | Totaal | Totaal | Vrouwen | Vrouwen | Mannen | Mannen |
| ------------------------------ | ------ | ------ | ------- | ------- | ------ | ------ |
| eenheid                        | aantal | %      | aantal  | %       | aantal | %      |
| inwoners                       | 8196   | 100    | 4109    | 50,1    | 4087   | 49,9   |
| bevolkingsdichtheid (inw./km²) | 34,6   | 34,6   | 17,3    | 17,3    | 17,2   | 17,2   |

De gemeente heeft 6,8% van het aantal inwoners van de powiat. In 2002 bedroeg het gemiddelde inkomen per inwoner 1434,03 zł.

## Plaatsen
- Dolice (Duits Dölitz, dorp)

Administratieve plaatsen (sołectwo) van de gemeente Dolice:
- Bralęcin, Brzezina, Dobropole Pyrzyckie, Kolin, Krępcewo, Mogilica, Morzyca, Moskorzyn, Płoszkowo, Pomietów, Przewłoki, Rzeplino (Repplin), Sądów, Skrzany, Strzebielewo, Szemielino, Warszyn, Ziemomyśl A, Ziemomyśl B en Żalęcino.

Zonder de status sołectwo : Boguszyce, Komorowo, Lipka, Sądówko, Trzebień.